# Gal Āshāqī
Gal Āshāqī (persiska: گل آشاقی, گَلاشَقی, Galāshaqī) är en ort i Iran.   Den ligger i provinsen Västazarbaijan, i den nordvästra delen av landet, 700 km nordväst om huvudstaden Teheran. Gal Āshāqī ligger 1 825 meter över havet och antalet invånare är 401.
Terrängen runt Gal Āshāqī är lite bergig. Runt Gal Āshāqī är det ganska glesbefolkat, med 39 invånare per kvadratkilometer. Närmaste större samhälle är Seyah Cheshmeh, 4,6 km öster om Gal Āshāqī. Trakten runt Gal Āshāqī består i huvudsak av gräsmarker.